# (5227) Bocacara
(5227) Bocacara – planetoida z pasa głównego planetoid.

## Odkrycie i nazwa
Odkryto ją 4 sierpnia 1986 roku w obserwatorium Palomar w ramach programu International Near-Earth Asteroid Survey. Nazwa planetoidy pochodzi od Bocacary – wioski położonej w prowincji Salamanka. Przed nadaniem nazwy planetoida nosiła oznaczenie tymczasowe 1986 PE.

## Orbita
(5227) Bocacara obiega Słońce w średniej odległości 2,29 j.a. w czasie 3 lat i 171 dni.